# Залесье (Сорожское сельское поселение)
Залесье — деревня в Осташковском городском округе Тверской области.

## География
Находится в западной части Тверской области на расстоянии приблизительно 5 км на восток по прямой от вокзала станции Осташков недалеко от восточного берега озера Селигер.

## История
Деревня была показана ещё на карте 1825 года. В 1859 году здесь (деревня Осташковского уезда) было учтено 3 двора, в 1941 — 19. До 2017 года входила в Сорожское сельское поселение Осташковского района до их упразднения.

## Население
Численность населения: 25 человек (1859 год), 24 (русские 100 %) в 2002 году, 22 в 2010.